# Parafia Matki Bożej Saletyńskiej w Mrągowie
Parafia Najświętszej Maryi Panny Saletyńskiej w Mrągowie – rzymskokatolicka parafia w Mrągowie, należąca do archidiecezji warmińskiej i dekanatu Mrągowo. Została utworzona 27 czerwca 1990 roku. 
Kościół parafialny mieści się przy ulicy Słonecznej. Mszy odpustowej z okazji 25-lecia istnienia parafii (2015) przewodniczył abp Edmund Piszcz.

## Wspólnoty
- Saletyńska Szkoła Nowej Ewangelizacji[2]
- Domowy Kościół[3]
- Schola[4]
- Oaza Młodzieżowa, Oaza Dzieci Bożych[5]
- ARS[6]
- Odnowa w Duchu Świętym[7]